# Кубанска национална серија
Кубанска национална серија (шп. Serie Nacional de Béisbol, SNB) је највећа домаћа професионална бејзбол лига на Куби. Основана је 1961. године, након распада Кубанске лиге, након Кубанске револуције, а део је кубанског националног бејзбол система.

## Екипе
| Екипа               | Место                 | Реф.   |
| ------------------- | --------------------- | ------ |
| Артемиса            | Артемиса              | [ 2 ]  |
| Камагвеј            | Камагвеј              | [ 3 ]  |
| Сјего де Авила      | Сијего де Авила       | [ 4 ]  |
| Сјенфуегос          | Сјенфуегос            | [ 5 ]  |
| Гранма              | Бајамо                | [ 6 ]  |
| Гвантанамо          | Гвантанамо            | [ 7 ]  |
| Олгин               | Олгин                 | [ 8 ]  |
| Индустријалес       | Хавана                | [ 9 ]  |
| Исла де ла Хувентуд | Нуева Херона          | [ 10 ] |
| Лас Тунас           | Лас Тунас             | [ 11 ] |
| Матанзас            | Матанзас              | [ 12 ] |
| Мајабеке            | Сан Хосе де лас Лахас | [ 13 ] |
| Пинар дел Рио       | Пинар дел Рио         | [ 14 ] |
| Санкти Спиритус     | Санкти Спиритус       | [ 15 ] |
| Сантијаго де Куба   | Сантијаго де Куба     | [ 16 ] |
| Виља Клара          | Санта Клара           | [ 17 ] |